# Fitzroy geelkuifkaketoe
De Fitzroy geelkuifkaketoe (Cacatua galerita fitzroyi), soms ook Mathew's kaketoe genoemd, is een vogel uit de orde der papegaaiachtigen en de familie der kaketoes. Hij is een ondersoort van de Grote geelkuifkaketoe (Cacatua galerita).

## Uiterlijk
Qua uiterlijk is deze overwegend witte vogel gelijk aan zijn nominaatsoort, echter heeft deze ondersoort geen gele oorvlek en gele keel. De snavel is wat breder en hoekiger en donkergrijs van kleur. De oogring is lichtblauw. De iris is donkerbruin tot zwartbruin. De gemiddelde lengte van deze kaketoe is 48 centimeter groot en hij weegt ongeveer 750 gram, waarmee ze iets kleiner zijn dan de nominaatvorm.

## Leefgebied
De Fitzroy geelkuifkaketoe is inheems in het noordelijke deel van Australië vanaf de Fitzroy Rivier, waaraan de vogel zijn naam te danken heeft, tot aan de Golf van Carpentaria en de voor de kust gelegen eilanden. De vogel geeft de voorkeur aan open bosrijke gebieden, mangroves en gecultiveerde gebieden.

## Voedsel
Het voedsel van deze kaketoe bestaat uit zaden, bessen, bloemen, vruchten, wortels, insecten en larven.

## Voortplanting
Het broedseizoen van deze kaketoe ligt voornamelijk van augustus tot en met november. De vogels hebben hun nest in een boomholte op een hoogte vanaf ongeveer 3 à 3,5 meter. Het vrouwtje legt 2 tot 3 witte ovale eieren welke na een incubatietijd van 30 dagen uitkomen. Het mannetje en vrouwtje broeden om de beurten de eieren uit en verzorgen tevens samen de jongen. Na ongeveer 70 tot 75 dagen vliegen de jonge kaketoes uit.